# Clodia de provinciis
Clodia de provinciis va ser una llei romana establerta a proposta del tribú de la plebs Publi Clodi Pulcre l'any 696 de la fundació de Roma (58 aC) quan eren cònsols Luci Calpurni Pisó Cesoní i Aule Gabini, que donava als dos cònsols, que l'havien ajudat amb eficàcia en les seves conspiracions, l'imperium (poder) a les províncies de Macedònia, Acaia, Tessàlia, Grècia i Beòcia a Pisó, i Síria, Mesopotàmia i les terres a prop del Tigris a Gabini. Cadascun amb un exèrcit que seria costejat per l'erari públic.